# Hume (Name)
Hume ist ein Vorname und Familienname.

## Herkunft und Bedeutung
Der Name ist im englischsprachigen Raum verbreitet.

## Bekannte Namensträger

### Vorname
- Hume al-Sayfi (1068–1080), Begründer der Sefuwa-Dynastie des Reiches Kanem am Tschadsee
- Hume Cronyn (1911–2003), kanadischer Schauspieler und Drehbuchautor

### Weiterer Vorname
- Wallace Hume Carothers (1896–1937), US-amerikanischer Chemiker, der das Nylon erfand

### Familienname
- Abraham Bart Hume (1749–1838), Gründungsmitglied der Geological Society of London
- Alan Hume (1924–2010), britischer Kameramann
- Alexander Hume (1560–1609), schottischer Dichter, Geistlicher und Grammatiker
- Allan Octavian Hume (1829–1912), englischer Ornithologe, Theosoph und Politiker
- Amabel Hume-Campbell, 1. Countess de Grey (1751–1833), britische Peeress
- Basil Hume (1923–1999), Kardinal von Westminster (England)
- Benita Hume (1906–1967), englische Schauspielerin
- Cameron R. Hume (* 1947), US-amerikanischer Diplomat und  Botschafter
- Cyril Hume (1900–1966), US-amerikanischer Drehbuchautor
- David Hume (1711–1776), schottischer Philosoph
- Donald Hume (Ruderer) (1915–2001), US-amerikanischer Ruderer
- Donald Hume (Verbrecher) (1919–1998), englischer Verbrecher
- Donald C. Hume (1907–1986), englischer Badmintonspieler
- Douglas Hume (1928–2009), britischer Segler
- Edith Hume (1843–1906), englische Malerin
- Edward Archibald Hume (1878–1915), britischer Richter und Politiker
- Fergus Hume (1859–1932), englischer Schriftsteller
- Fred Hume (1892–1967), kanadischer Lacrossespieler, Unternehmer, Politiker und Sportfunktionär
- George Hume (1862–1936), schottischer Schachkomponist
- Graham Hume (* 1990), englischer Cricketspieler
- Hamilton Hume (1797–1873), australischer Forschungsreisender
- Howden Hume (1903–1981), britischer Segler
- Iain Hume (* 1983), kanadischer Fußballspieler
- Ian Hume (* ~1945), schottische Badmintonspielerin
- Ian Hume-Dudgeon (1924–2001), irischer Reitsportler
- Jim Hume (* 1962), schottischer Politiker
- John Hume (1937–2020), nordirischer Friedensnobelpreisträger
- Joseph Hume (1777–1855), britischer Arzt und Politiker
- Julian P. Hume (* 1960), britischer Paläornithologe
- Kirsty Hume (* 1976), schottisches Model
- Maureen Hume (* ~1945), schottische Badmintonspielerin
- Reginald Vernon Hume (1898–1960), britischer Militärattaché
- Rob Hume (* 1950), britischer Ornithologe und Autor
- Robert Hume (1941–1997), schottischer Fußballspieler
- Roger Hume (1940–1996), britischer Schauspieler
- Sylvia Hume (* 1968), neuseeländische Schwimmerin
- Tobias Hume (1569–1645), englischer Musiker und Komponist
- Trai Hume (* 2002), nordirischer Fußballspieler
- William Hume-Rothery (1899–1968), englischer Metallurg und Werkstoffwissenschaftler